# Lesli Linka Glatter

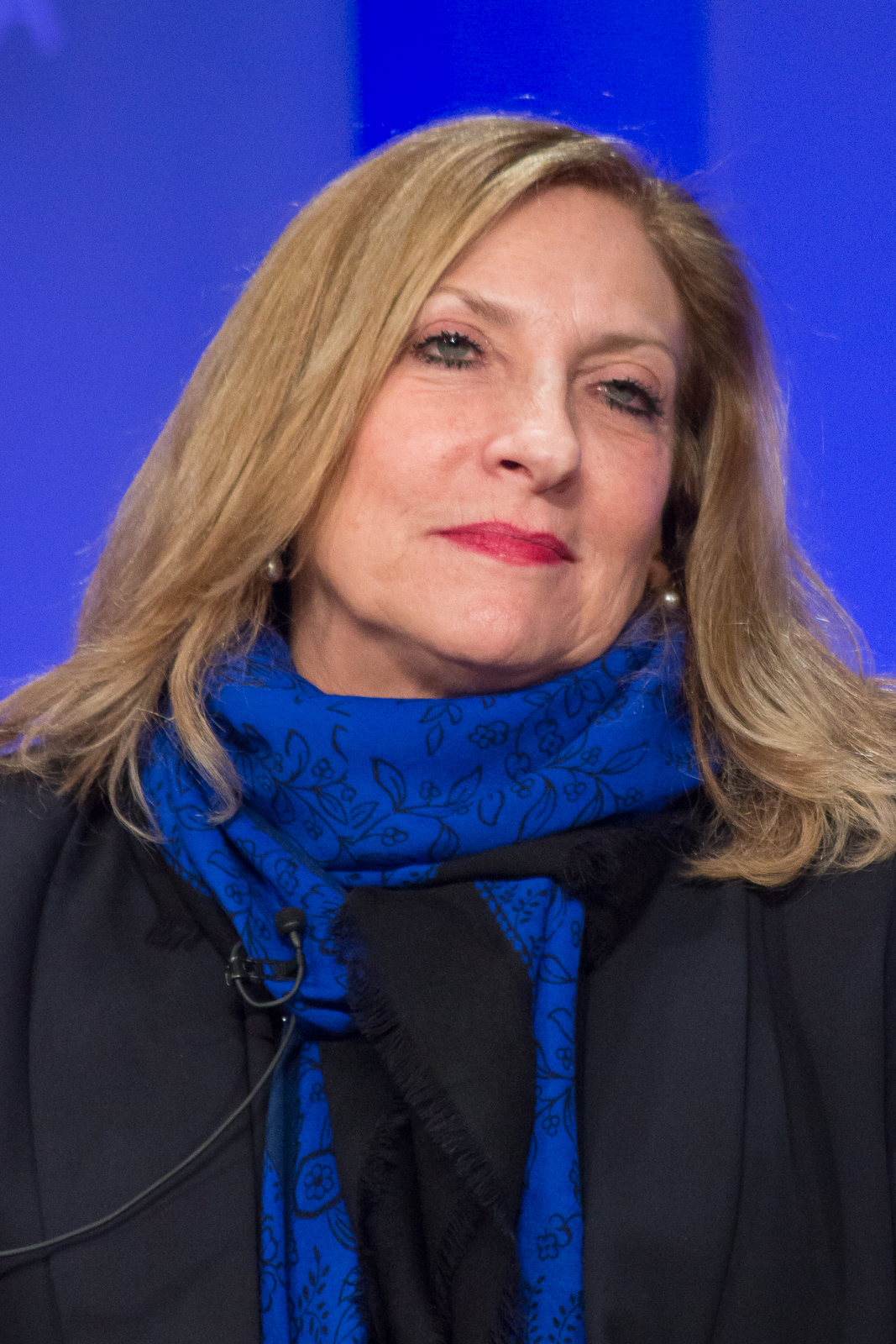
Lesli Linka Glatter (2015)

Lesli Linka Glatter (* 26. Juli 1953) ist eine US-amerikanische Film- und Fernsehregisseurin. Sie ist auch als Leslie Linka Glatter und Lesli Glatter bekannt.

## Leben und Karriere
Lesli Linka Glatter wurde 1953 geboren. Sie begann ihre Karriere zunächst als Tänzerin und als Choreografin, bevor sie anfing als Filmregisseurin zu arbeiten. Ihr Regiedebüt, der Kurzfilm Tales of Meeting and Parting, den sie zusammen mit Sharon Oreck inszeniert hatte, wurde bei der Oscarverleihung 1985 für einen Oscar als bester Kurzfilm nominiert. Zwei Jahre später fing sie bei einigen Fernsehserien und -filmen als Regisseurin an. So führte sie bei drei Episoden von Unglaubliche Geschichten, vier Episoden von Twin Peaks, zwei Episoden von On the Air – Voll auf Sendung und New York Cops – NYPD Blue, sowie beim HBO-Fernsehfilm Skandal in der Notaufnahme Regie. Letzteres wurde 1995 bei den CableACE Award für das Best Picture und für einen Humanitas-Preis nominiert.
Für ihre Regiearbeit an der Serie Twin Peaks wurde sie 1991 für einen Directors Guild of America Award in der Kategorie Outstanding Directorial Achievement in Dramatic Series nominiert. 1995 folgte ihr Spielfilmdebüt im Film Now and Then – Damals und heute mit Demi Moore, Melanie Griffith, Christina Ricci und Thora Birch in den Hauptrollen. Es folgten weitere Inszenierungen bei Fernsehserien, wie von 1995 bis 2008 bei dreizehn Episoden der Krankenhausserie Emergency Room – Die Notaufnahme und 1996 bei einer Episode der Krimiserie Murder One. 1998 führte sie beim Film Wunsch & Wirklichkeit, mit Kenneth Branagh, Madeleine Stowe und William Hurt in den Hauptrollen, Regie. In den 2000er-Jahren arbeitete sie wieder vermehrt bei Fernsehserien, wie zum Beispiel Law & Order: Special Victims Unit, Gilmore Girls und The West Wing – Im Zentrum der Macht, O.C., California, Heroes, Dr. House und Mad Men. 2010 gewann sie für ihre Arbeiten an Mad Men einen Directors Guild of America Award in der Kategorie Outstanding Directorial Achievement in Dramatic Series und wurde für einen Emmy für das Outstanding Directing for a Drama Series nominiert. Von 2012 bis 2020 arbeitete sie für Homeland. Für die Regie der Episode From A to B and Back Again aus der vierten Staffel wurde sie 2015  mit dem Director's Guild Award ausgezeichnet.
Zuletzt zog sie sich ganz aus dem Filmgewerbe zurück und inszenierte weitere Episoden von Fernsehserien, darunter The Mentalist, Good Wife, True Blood, Pretty Little Liars, The Chicago Code, The Newsroom, Boss, Nashville und The Walking Dead.
Lesli Linka Glatter ist seit 1985 Mitglied der Directors Guild of America (DGA). 2021 wurde sie zur Präsidentin der DGA gewählt und ist damit nach Martha Coolidge die zweite Frau in dieser Position.

## Filmografie (Auswahl)
- 1984: Tales of Meeting and Parting (Kurzfilm)
- 1986–1987: Unglaubliche Geschichten (Amazing Stories, Fernsehserie, 3 Episoden)
- 1987: Into the Homeland (Fernsehfilm)
- 1990–1991: Twin Peaks (Fernsehserie, 4 Episoden)
- 1992: On the Air – Voll auf Sendung (On the Air, Fernsehserie, 2 Episoden)
- 1994: Skandal in der Notaufnahme (State of Emergency, Fernsehfilm)
- 1994: New York Cops – NYPD Blue (NYPD Blue, Fernsehserie, 2 Episoden)
- 1995: Now and Then – Damals und heute (Now and Then)
- 1995–2008: Emergency Room – Die Notaufnahme (ER, Fernsehserie, 13 Episoden)
- 1996: Murder One (Fernsehserie, Episode 1x18)
- 1998: Wunsch & Wirklichkeit (The Proposition)
- 1999–2001: Law & Order: Special Victims Unit (Fernsehserie, 2 Episoden)
- 2000: Voll daneben, voll im Leben (Freaks and Geeks, Fernsehserie, 2 Episoden)
- 2000–2002: Gilmore Girls (Fernsehserie, 5 Episoden)
- 2002–2006: The West Wing – Im Zentrum der Macht (The West Wing, Fernsehserie, 8 Episoden)
- 2005: Grey’s Anatomy (Fernsehserie, Episode 2x08)
- 2005: O.C., California (The O.C., Fernsehserie, Episode 2x07)
- 2005: Revelations – Die Offenbarung (Revelations, Miniserie)
- 2007: Heroes (Fernsehserie, Episode 2x05)
- 2007–2009: Dr. House (House, Fernsehserie, 3 Episoden)
- 2007–2010: Mad Men (Fernsehserie, 6 Episoden)
- 2009: The Mentalist (Fernsehserie, 3 Episoden)
- 2010: Good Wife (The Good Wife, Fernsehserie, Episode 1x19)
- 2010–2012: True Blood (Fernsehserie, 3 Episoden)
- 2010–2012: Pretty Little Liars (Fernsehserie, 3 Episoden)
- 2011: The Chicago Code (Fernsehserie, 2 Episoden)
- 2012: The Newsroom (Fernsehserie, Episode 1x08)
- 2012: Boss (Fernsehserie, Episode 2x03)
- 2012: Nashville (Fernsehserie, Episode 1x05)
- 2012–2020: Homeland (Fernsehserie, 25 Episoden)
- 2013: The Walking Dead (Fernsehserie, Episode 3x09)
- 2013, 2015: Ray Donovan (Fernsehserie, 2 Episoden)
- 2023: Love and Death (Fernsehserie)
- 2025: Zero Day (Miniserie, 6 Episoden)

## Auszeichnungen und Nominierungen
| Jahr | Auszeichnung                     | Für                          | Kategorie                                              | Resultat  |
| ---- | -------------------------------- | ---------------------------- | ------------------------------------------------------ | --------- |
| 1985 | Oscar                            | Tales of Meeting and Parting | Best Short Film, Live Action                           | Nominiert |
| 1991 | Directors Guild of America Award | Twin Peaks                   | Outstanding Directorial Achievement in Dramatic Series | Nominiert |
| 2010 | Directors Guild of America Award | Mad Men                      | Outstanding Directorial Achievement in Dramatic Series | Gewonnen  |
| 2010 | Emmy                             | Mad Men                      | Outstanding Directing for a Drama Series               | Nominiert |
| 2011 | Banff World Media Festival       | Pretty Little Liars          | Best Continuing Series                                 | Nominiert |